# Восточнотиморско-угандийские отношения
Восточнотиморско-угандийские отношения — межправительственные, двусторонние дипломатические отношения между Восточным Тимором и Угандой.

## История
Угандиец Фредерик Эгонда-Нтенде работал судьёй в Рекурсивном трибунале Восточного Тимора во время создания восточнотиморской системы правосудия.
Угандийские полицейские приняли участие в работе Интегрированной миссии ООН в Тиморе-Лешти (ИМООНТ).
Восточный Тимор и Уганда установили дипломатические отношения 13 августа 2024 года.
Оба государства являются членами Движения неприсоединения, Группы 77 и стран АКТ.

## Дипломатия
Оба государства не имеют дипломатических представительств у друг друга.

## Разрешение на въезд
Жители Восточного Тимора автоматически получают его при въезде в Уганду или могут использовать электронную визу. Гражданам Уганды необходима виза для въезда в Восточный Тимор.

## Торговля
Статистическое управление Восточного Тимора за 2018 год не сообщает о каких-либо торговых отношениях между Восточным Тимором и Угандой.